# 80's
『80’s』（エイティーズ）は、東野純直の7枚目のシングル。1995年5月24日にテイチクエンタテインメントから発売。

## 概要
テレビ朝日系『USO』のエンディングテーマ曲に使用された。テイチクエンタテインメントからの最後のシングルとなった。

## 収録曲
特記以外　作詞・全作曲:東野純直
1. 80’s
  - 作詞:売野雅勇、編曲:澤近泰輔&東野純直
2. 二人のクロノグラフ
  - 編曲:安部潤
3. 80’s（Instrumental）